# Sellos de Rusia en 2009
Los sellos de Rusia en el año 2009 fueron puestos en circulación por Pochta Rossii (Почта России), la administración postal rusa. En total se emitieron 91 sellos postales (9 en hoja bloque), comprendidos en 41 series filatélicas con temáticas diversas.

## Descripción
| Imagen      | Fecha de emisión | Nombre del sello (descripción) | Dimensiones (mm)            | Valor facial (en rublos) |
| ----------- | ---------------- | --- | --------------------------- | ------------------------ |
|             | 17.01            | «Regiones rusas» Cada sello muestra tres imágenes de una región rusa. 1) El óblast de Vorónezh: el Castillo Ramonsky, un avión IL-96 y la reserva natural museo histórico-arqueológico de Divnogorie | 40,0 × 28,0                 | 9,00                     |
|             | 17.01            | 2) El óblast de Cheliábinsk: el complejo metalúrgico de Magnitogorsk Lenin, una forja y un tractor, ambos productos de la región | 40,0 × 28,0                 | 9,00                     |
|             | 17.01            | 3) El óblast de Sarátov: el puente de Sarátov sobre el río Volga, un campo de trigo y un trolebús de la compañía Trolza | 40,0 × 28,0                 | 9,00                     |
|             | 19.01            | «50º aniversario del triunfo de la Revolución Cubana» 1) La famosa fotografía del comandante Che Guevara ante la bandera de Cuba | 30,0 × 42,0                 | 10,00                    |
|             | 22.01            | «300º aniversario del Museo Naval Central» 1) Imagen del Museo Naval Central de San Petersburgo, su logotipo y la bandera de la Cruz de San Andrés | 50,0 × 37,0                 | 7,00                     |
|             | 28.01            | «Pintores» Dos cuadros del pintor Vasili Perov, con motivo del 175º aniversario de su nacimiento 1) Autorretrato ("Автопортрет", 1851) | 37,0 × 50,0                 | 9,00                     |
|             | 28.01            | 2) La pintura Tomando el té en Mytishchi, cerca de Moscú ("Чаепитие в Мытищах, близ Москвы", 1862) | 50,0 × 37,0                 | 9,00                     |
|             | 06.02            | «175º aniversario del nacimiento de Dmitri Mendeléyev» (HB) 1) Retrato del químico Dmitri Mendeléyev sobre una Tabla periódica La hoja bloque muestra adicionalmente algunos instrumentos químicos y una estantería con libros                                                                                            | 30,0 ×42,0 (110,0×75,0)     | 15,00                    |
|             | 16.02            | «100º aniversario del nacimiento de Grigori Bajchivandzhi» 1) Retrato del piloto de pruebas Grigori Bajchivandzhi y un avión BI-1 | 42,0 × 32,0                 | 10,00                    |
|             | 06.03            | «75º aniversario del nacimiento de Yuri Gagarin» 1) Fotografía del astronauta Yuri Gagarin, el primer hombre en viajar al espacio | 30,0 × 42,0                 | 10,00                    |
|             | 16.03            | «150º aniversario del nacimiento de A. S. Popov» (HB) 1) Retrato del físico Alexandr Popov La hoja bloque muestra el receptor de teléfono diseñado por él y su esquema | 30,0 × 30,0 –círculo–       | 20,00                    |
|             | 01.04            | «200º aniversario del nacimiento de Nikolái Gógol» (HB) 1) Retrato del escritor Nikolái Gógol La hoja bloque muestra una naturaleza muerta con libros y una vela | 37,0 × 49,0 (110,0 × 70,0)  | 15,00                    |
|             | 01.04            | Dibujos que representan escenas de cuatro obras representativas de Gógol (HB) La hoja bloque muestra la silueta del escritor 2) El inspector (1836) | 28,0 × 40,0 (149,0 × 125,0) | 6,00                     |
|             | 01.04            | 3) Almas muertas (1842) | 28,0 × 40,0 (149,0 × 125,0) | 7,00                     |
|             | 01.04            | 4) El abrigo - también traducida como El capote (1842) | 28,0 × 40,0 (149,0 × 125,0) | 8,00                     |
|             | 01.04            | 5) Tarás Bulba (1835) | 28,0 × 40,0 (149,0 × 125,0) | 9,00                     |
|             | 27.04            | «Armas de la victoria» Ilustraciones de algunas de las armas utilizadas por el ejército soviético en la Segunda Guerra Mundial, con motivo del 65º aniversario de la victoria en la "Gran Guerra Patria", la capitulación de la Alemania nazi ante la Unión Soviética el 9 de mayo de 1945 1) Los fusiles SVT-40 y AVS-36 | 65,0 × 32,5                 | 7,00                     |
|             | 27.04            | 2) Un revólver Nagant M1895 y una pistola Tokarev TT-33 | 65,0 × 32,5                 | 8,00                     |
|             | 27.04            | 3) Las metralletas PPS-43 y PPSh-41 | 65,0 × 32,5                 | 9,00                     |
|             | 27.04            | 4) Las ametralladoras Degtiariov DP y Goriunov SG-43 | 65,0 × 32,5                 | 10,00                    |
|             | 05.05            | «Europa» 1) Serie anual a cargo de PostEurop, ese año dedicada al Año Internacional de la Astronomía; el sello muestra el telescopio del Observatorio de Terskolsk (en la república de Kabardino-Balkaria) y una esfera armilar                                                                                           | 40,0 × 28,0                 | 9,00                     |
|             | 15.05            | «175º aniversario del Servicio Hidrometeorológico de Rusia» 1) Retrato del físico Adolf Kupfer, primer director del Servicio Hidrometeorológico de Rusia, y la estación meteorológica MK-14 | 58,0 × 26,0                 | 8,00                     |
|             | 15.05            | 2) El satélite Meteor-3M sobre un mapa de pronóstico del tiempo | 58,0 × 26,0                 | 9,00                     |
|             | 21.05            | «325º aniversario del nacimiento de Catalina I» (HB) 1) Retrato de la emperatriz Catalina I La hoja bloque reproduce la insignia de la Santa Gran Mártir Catalina y la fachada de la Academia de Ciencias de San Petersburgo                                                                                              | 30,0 × 42,0 (90,0 × 75,0)   | 35,00                    |
|             | 02.06            | «400º aniversario de la incorporación voluntaria del pueblo calmuco al Estado ruso» 1) El escudo de Kalmukia | 37,0 × 37,0 –romboide–      | 7,00                     |
|             | 18.06            | «50º aniversario de los rompehielos atómicos» Cuatro rompehielos de propulsión nuclear 1) El Lenin | 50,0 × 37,0                 | 7,00                     |
|             | 18.06            | 2) El Taimyr | 50,0 × 37,0                 | 8,00                     |
|             | 18.06            | 3) El Yamal | 50,0 × 37,0                 | 9,00                     |
|             | 18.06            | 4) El 50º aniversario de la Victoria | 50,0 × 37,0                 | 10,00                    |
|             | 26.06            | «300º aniversario de la batalla de Poltava» 1) El cuadro Pedro I en la batalla de Poltava del pintor alemán Johann Gottfried Tannauer en conmemoración del tercer centenario de la victoria del ejército ruso en la batalla de Poltava                                                                                    | 37,0 × 48,0 (84,0 × 127,0)  | 30,00                    |
|             | 27.06            | «2009 – Año de la Juventud» 1) Dibujo alusivo que muestra unos jóvenes sosteniendo una gran bandera de Rusia sobre un prado de flores | 26,0 × 58,0                 | 8,00                     |
|             | 07.07            | «Regiones rusas» Cada sello muestra tres imágenes de una región rusa. 1) La república de Ingushetia: el complejo arquitectónico de Vovnushki, una jarra de cobre del siglo XIX y las montañas Stolovaya y Kazbek | 40,0 × 28,0                 | 9,00                     |
|             | 07.07            | 2) El óblast de Tomsk: una puerta ornamental, una central termoeléctrica en Tomsk y el río Obi | 40,0 × 28,0                 | 9,00                     |
|             | 07.07            | 3) La república de Chechenia: la Mezquita Corazón de Chechenia en Grozni, el lago Kezenoy-Am y una bomba de varilla | 40,0 × 28,0                 | 9,00                     |
|             | 10.07            | «100º aniversario del nacimiento de Mijaíl Mil» Cinco helicópteros diseñados por el ingeniero Mijaíl Mil 1) Un Mi-1 | 42,0 × 30,0                 | 5,00                     |
|             | 10.07            | 2) Un Mi-4 | 42,0 × 30,0                 | 6,00                     |
|             | 10.07            | 3) Un Mi-8 | 42,0 × 30,0                 | 7,00                     |
|             | 10.07            | 4) Un Mi-34 | 42,0 × 30,0                 | 8,00                     |
|             | 10.07            | 5) Un Mi-28 | 42,0 × 30,0                 | 9,00                     |
|             | 15.07            | «Pintores» Dos cuadros de la pintora Zinaida Serebriakova en ocasión del 125.º aniversario de su nacimiento 1) El autorretrato En el tocador ("За туалетом", 1909) | 37,0 × 50,0                 | 9,00                     |
|             | 15.07            | 2) Otoño verde ("Зеленя осенью", 1908) | 37,0 × 50,0                 | 9,00                     |
|             | 17.07            | «100º aniversario de A Gromyko» 1) Retrato del político y diplomático Andréi Gromyko y de fondo el edificio del Ministerio de Asuntos Exteriores en Moscú | 37,0 × 37,0                 | 7,00                     |
|             | 27.07            | «Patrimonio Cultural de la Humanidad» (HB) Cuatro templos del Conjunto histórico y cultural de las Islas Solovetsky, declarado Patrimonio de la Humanidad por la UNESCO en 1992 La hoja bloque muestra otras vistas de las islas 1) La ermita de la Santísima Trinidad (siglo XVII)                                       | 40,0 × 28,0 (110,0 × 150,0) | 12,00                    |
|             | 27.07            | 2) La ermita de San Sergio (siglo XIX) | 40,0 × 28,0 (110,0 × 150,0) | 12,00                    |
|             | 27.07            | 3) El Monasterio de Solovetsky (siglo XV) | 40,0 × 28,0 (110,0 × 150,0) | 12,00                    |
|             | 27.07            | 4) La Iglesia del Apóstol Andrei Pervozvanni (siglo XVIII) | 40,0 × 28,0 (110,0 × 150,0) | 12,00                    |
|             | 06.08            | «Símbolo de Moscú» 1) El escudo de Moscú, "San Jorge el Victorioso" | 18,5 × 26,0                 | 9,00                     |
|             | 06.08            | «Símbolo de San Petersburgo» 1) El símbolo histórico de San Petersburgo, el barco de la torre del Almirantazgo | 18,5 × 26,0                 | 6,60                     |
|             | 12.08            | «Arquitectura – Puentes en arco» 1) El puente Sartakovski sobre el río Oká en Nizhni Nóvgorod | 58,0 × 26,0                 | 6,00                     |
|             | 12.08            | 2) El puente sobre el río Irtish en Janti-Mansisk | 58,0 × 26,0                 | 7,00                     |
|             | 12.08            | 3) El viaducto sobre el río Matsesta en Sochi | 58,0 × 26,0                 | 8,00                     |
|             | 12.08            | 4) El puente metálico del ferrocarril sobre el río Don en Rostov del Don | 58,0 × 26,0                 | 9,00                     |
|             | 24.08            | «Ciudades de Gloria Militar» Cinco ciudades rusas que portan la distinción honorífica "Ciudad de Gloria Militar", en el sello se ve el nombre de la respectiva ciudad acompañado del emblema de la insignia 1) Bélgorod                                                                                                   | 37,0 × 37,0                 | 10,00                    |
| 2) Kursk    | 24.08            | | 37,0 × 37,0                 | 10,00                    |
| 3) Orel     | 24.08            | | 37,0 × 37,0                 | 10,00                    |
| 4) Poliarni | 24.08            | | 37,0 × 37,0                 | 10,00                    |
| 5) Rzhev    | 24.08            | | 37,0 × 37,0                 | 10,00                    |
|             | 04.09            | «1150º aniversario de Nóvgorod» (HB) 1) Una imagen de la Catedral de Santa Sofía La hoja bloque muestra una imagen antigua del Kremlin de Nóvgorod y el escudo de la ciudad | 42,0 × 30,0 (105,7 × 77,0)  | 50,00                    |
|             | 15.09            | «Historia de los cosacos rusos» (HB) Tres personajes cosacos 1) El atamán Yermak Timoféyevich | 37,0 × 48,7                 | 10,00                    |
|             | 15.09            | 2) El explorador Semión Dezhniov | 37,0 × 48,7                 | 10,00                    |
|             | 15.09            | 3 ) El militar Matvéi Plátov | 37,0 × 48,7                 | 10,00                    |
|             | 23.09            | «Cultura de los pueblos de Rusia. Trajes populares - Tocados» Cuatro ejemplo de tocados típicos de los pueblos de la Rusia central del siglo XIX 1) Una diadema de soltera (óblast de Moscú) | 37,0 × 50,0                 | 9,00                     |
|             | 23.09            | 2) Una corona de bodas en forma de aureola (óblast de Nizhni Nóvgorod) | 37,0 × 50,0                 | 9,00                     |
|             | 23.09            | 3) Un kokoshnik (óblast de Yaroslavl) | 37,0 × 50,0                 | 9,00                     |
|             | 23.09            | 4) Un sombrero de fieltro para caballero (óblast de Tver) | 37,0 × 50,0                 | 9,00                     |
|             | 01.10            | «Serie básica» Sellos que muestran una imagen de los kremlin más representativos de Rusia, así como el escudo de este país 1) El Kremlin de Astraján | 38,0 × 23,0                 | 1,00                     |
|             | 01.10            | 2) El Kremlin de Zaraisk | 38,0 × 23,0                 | 1,50                     |
|             | 01.10            | 3) El Kremlin de Kazán | 38,0 × 23,0                 | 2,00                     |
|             | 01.10            | 4) El Kremlin de Kolomna | 38,0 × 23,0                 | 2,50                     |
|             | 01.10            | 5) El Kremlin de Rostov | 38,0 × 23,0                 | 3,00                     |
|             | 01.10            | 6) El Kremlin de Nizhni Nóvgorod | 38,0 × 23,0                 | 4,00                     |
|             | 01.10            | 7) El Kremlin de Nóvgorod | 38,0 × 23,0                 | 5,00                     |
|             | 01.10            | 8) El Kremlin de Pskov | 38,0 × 23,0                 | 6,00                     |
|             | 01.10            | 9) El Kremlin de Moscú | 38,0 × 23,0                 | 10,00                    |
|             | 01.10            | 10) El Kremlin de Riazán | 38,0 × 23,0                 | 25,00                    |
|             | 01.10            | 11) El Kremlin de Tobolsk | 38,0 × 23,0                 | 50,00                    |
|             | 01.10            | 12) El Kremlin de Tula | 38,0 × 23,0                 | 100,00                   |
|             | 07.10            | «Programa Mundial de Alimentos» 1) El logotipo del Programa Mundial de Alimentos de la ONU, con motivo de los 10 años de establecimiento en Rusia | 28,0 × 28,0 –romboide–      | 10,00                    |
|             | 14.10            | «200º aniversario del nacimiento de Vladímir Istomin» 1) Retrato del contraalmirante Vladímir Istomin, héroe de la batalla de Sebastopol, un fragmento del acorazado "Paris" con la bandera de San Andrés ondeando, y una escena de la batalla                                                                            | 50,0 × 37,0                 | 10,00                    |
|             | 22.10            | «Seguridad vial» 1) Diseño alusivo al cruce de calles por el paso de cebra | 42,0 × 30,0                 | 9,00                     |
|             | 29.10            | «75.º aniversario del título de Héroe de la Unión Soviética» 1) La estrella dorada de la condecoración Héroe de la Unión Soviética | 30,0 × 42,0                 | 9,00                     |
|             | 06.11            | «300º aniversario del nacimiento de Isabel Petrovna» (HB) 1) Un retrato de la emperatriz Isabel I La hoja bloque muestra una vista del Palacio de Invierno en San Petersburgo y el monograma de la emperatriz | 30,0 × 40,0 (90,0 × 75,0)   | 40,00                    |
|             | 09.11            | «200 años del Ministerio de Transporte de Rusia» 1) El emblema del Ministerio de Transporte y la bandera de Rusia | 42,0 × 30,0                 | 9,00                     |
|             | 25.11            | «200º aniversario de la Escuela Superior de Teatro M. C. Shchepkin» 1) La fachada de la Escuela Superior de Teatro Mijaíl Shchepkin en Moscú | 42,0 × 30,0                 | 10,00                    |
|             | 30.11            | «50º aniversario del Tratado Antártico» 1) Diseño alusivo al Tratado Antártico que muestra un vehículo todoterreno "Jarkovchanka-2", un globo meteorológico, una estación meteorológica automática, en el fondo los contornos de la Antártida y la bandera de Rusia                                                       | 42,0 × 30,0                 | 15,00                    |
|             | 01.12            | «¡Feliz Año Nuevo!» 1) Diseño alusivo que muestra sobre el dibujo de un copo de nieve las torres del Salvador y del Senado y la cúpula del Palacio del Senado en el Kremlin de Moscú | 37,0 × 37,0                 | 9,00                     |
|             | 10.12            | «50º aniversario de las Fuerzas Estratégicas de Misiles» 1) El emblema de las Fuerzas Estratégicas de Misiles, un sistema móvil de misiles Tópol, pesado de lanzamiento de cohetes Voyevoda y un misil balístico intercontinental R-36M ("Voivoda")                                                                       | 37,0 × 50,0                 | 9,00                     |
|             | 15.12            | «Fuentes de Rusia» 1) La fuente de Verjniaya Pyshma | 35,5 × 28,0                 | 9,00                     |
|             | 15.12            | 2) La fuente de Nizhni Nóvgorod | 35,5 × 28,0                 | 10,00                    |
|             | 15.12            | 3) La fuente "Vela" en Novi Urengói | 35,5 × 28,0                 | 12,00                    |
|             | 15.12            | 4) La fuente de Yaroslavl | 35,5 × 28,0                 | 15,00                    |